# La Joya (Morelos)
La Joya es una localidad situada en el municipio de Yautepec de Zaragoza, Morelos. Tiene 12.453 habitantes.

## Localización
La Joya se localiza en el Municipio Yautepec del Estado de Morelos México y se encuentra en las coordenadas GPS:
Longitud (dec): -99.122222
Latitud (dec): 18.884167
La localidad se encuentra a una mediana altura de 1500 metros sobre el nivel del mar.

## Población
La población total de La Joya es de 12453 personas, de cuales 6066 son masculinos y 6387 femeninas.

## Edades de los ciudadanos
Los ciudadanos se dividen en 5647 menores de edad y 6806 adultos, de cuales 874 tienen más de 60 años.
Habitantes indígenas en La Joya
161 personas en La Joya viven en hogares indígenas. Un idioma indígena hablan de los habitantes de más de 5 años de edad 62 personas. El número de los que solo hablan un idioma indígena pero no hablan mexicano es 0, los de cuales hablan también mexicano es 59.

## Estructura social
Derecho a atención médica por el seguro social, tienen 3427 habitantes de La Joya.

## Estructura económica
En La Joya hay un total de 2837 hogares.
De estos 3043 viviendas, 275 tienen piso de tierra y unos 392 consisten de una sola habitación.
2604 de todas las viviendas tienen instalaciones sanitarias, 2268 son conectadas al servicio público, 2757 tienen acceso a la luz eléctrica.
La estructura económica permite a 249 viviendas tener una computadora, a 1383 tener una lavadora y 2657 tienen una televisión.

## Educación escolar en La Joya
Aparte de que hay 721 analfabetos de 15 y más años, 150 de los jóvenes entre 6 y 14 años no asisten a la escuela.
De la población a partir de los 15 años 875 no tienen ninguna escolaridad, 2832 tienen una escolaridad incompleta. 2334 tienen una escolaridad básica y 1462 cuentan con una educación post-bósica.
Un total de 601 de la generación de jóvenes entre 15 y 24 años de edad han asistido a la escuela, la mediana escolaridad entre la población es de 7 años.